# Carleton-sur-Mer
Carleton-sur-Mer es una ciudad de la provincia de Quebec, Canadá. Está ubicada en el municipio regional de condado de Avignon y a su vez, en la región administrativa de Gaspésie–Îles-de-la-Madeleine. Hace parte de las circunscripciones electorales de Bonaventure a nivel provincial y de Gaspésie−Îles-de-la-Madeleine a nivel federal.

## Geografía
Carleton-sur-Mer se encuentra ubicada en las coordenadas 48°06′00″N 66°08′00″O / 48.10000, -66.13333. Según Statistics Canada, tiene una superficie total de 221,38 km² y es una de las 1135 municipalidades en las que está dividido administrativamente el territorio de la provincia de Quebec.

## Demografía
Según el censo de 2011, había 3991 personas residiendo en esta ciudad con una densidad poblacional de 18 hab./km². Los datos del censo mostraron que de las 4077 personas censadas en 2006, en 2011 hubo una disminución poblacional de 86 habitantes (-2,1%). El número total de inmuebles particulares resultó de 2120 con una densidad de 9,58 inmuebles por km². El número total de viviendas particulares que se encontraban ocupadas por residentes habituales fue de 1851.